# 航天飞机运输车

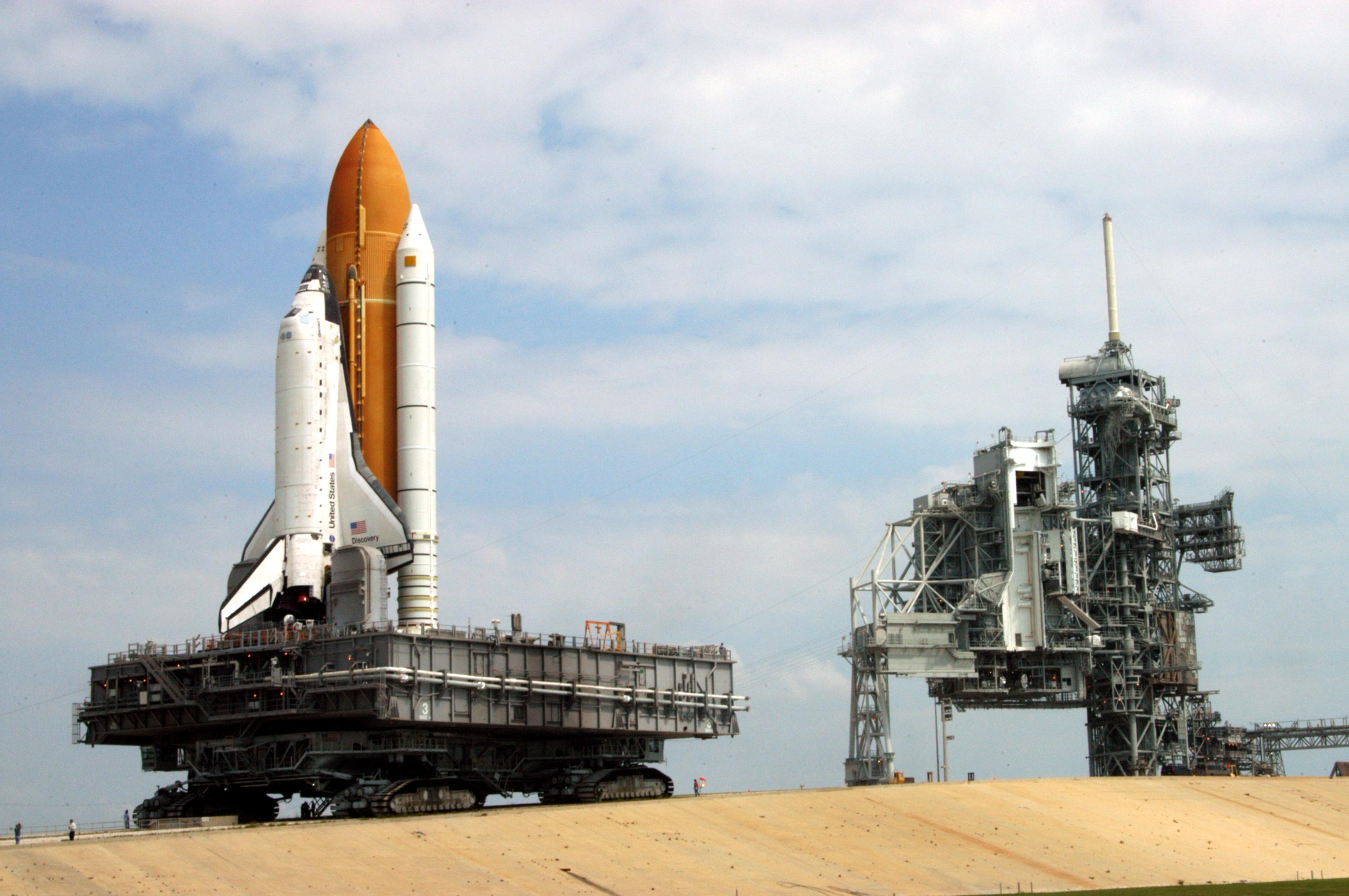
运输车运送发现号到肯尼迪航天中心39B发射台

航天飞机运输车（crawler-transporters）是一对将航天器从肯尼迪航天中心垂直装配间（VAB）沿慢速道送至39号发射台的履带式运输车。该运输车曾经在阿波罗计划时期用来运输土星一B和土星五号火箭，在后来的航天飞机计划时期则用于运输航天飞机。也将在未来的阿尔忒弥斯计划运送太空发射系统（SLS）。
这一对运输车由布塞勒斯国际公司设计，由马里恩动力铲公司采用罗克韦尔国际公司研制的组件制造。每台造价1400万美元。曾是世界上最大的履带运输车。

## 参数

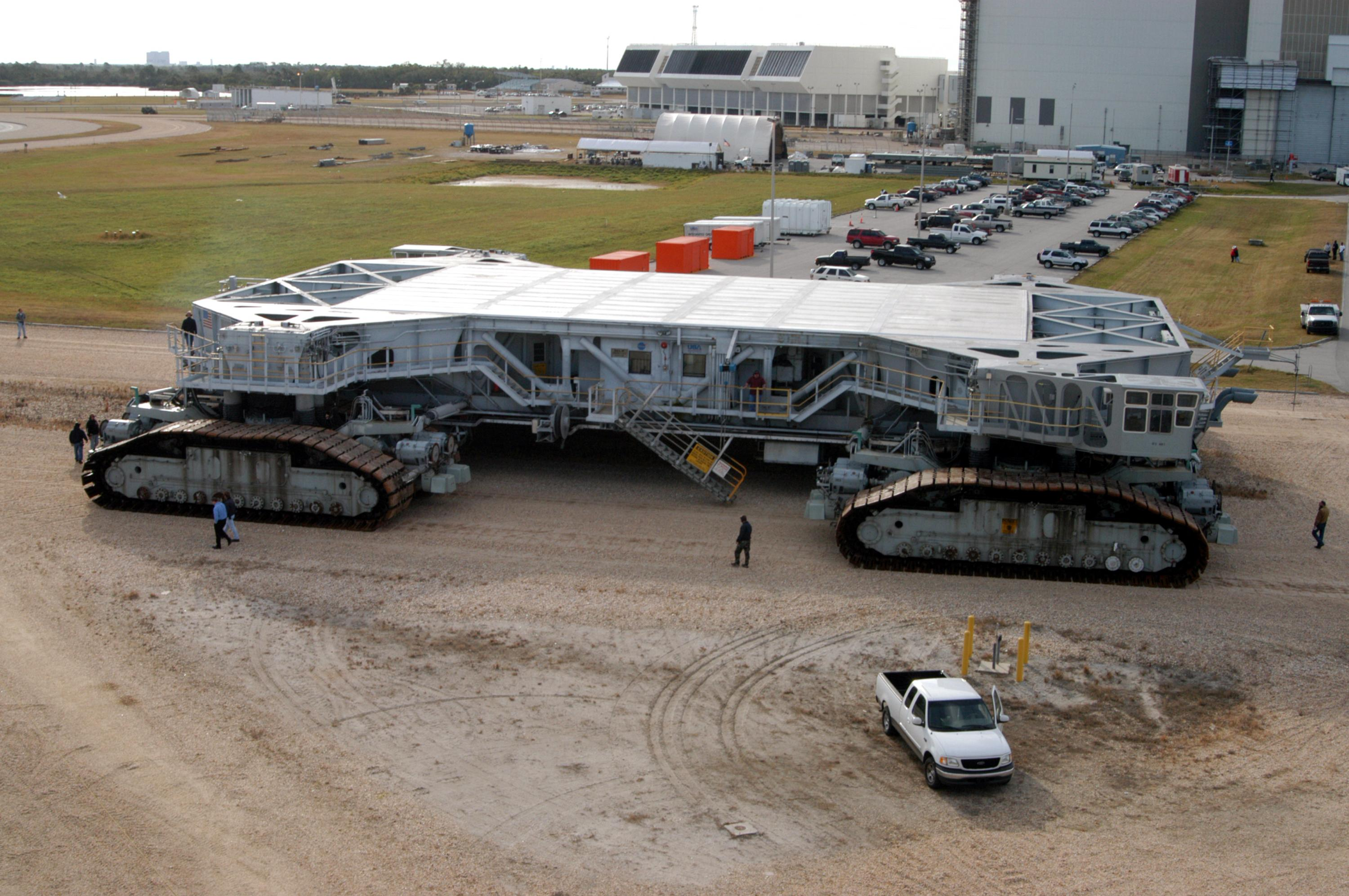
运输车#2 (“弗朗茨”)在2004年12月更换履带后进行路面测试

每台运输车重2400吨，40米长，35米宽。从地面到平台顶从6米到8米可调。每一边都可独立升降。有八条履带，四角各两条。每条履带有57个履带片，每片重900kg。输运车采用激光引导系统。在移动至发射台5度的上坡段时，使用调平系统保持移动发射台水平，航天飞机以外储箱顶端计正负10弧分偏差。在垂直装配间和发射台装卸，还有独立的激光定位系统使保证定位精度。
运输车有16个牵引电动机，由4个1000千瓦的发电机驱动。四台发电机由2台美国机车公司制造的2050千瓦柴油发动机轮流驱动。两台794千瓦的发动机驱动两台750千瓦的发电机进行升降，转向，照明，通风。两台150千瓦的发电机为移动发射台功能。运输车的油箱中装有19,000升柴油，耗油量350 L/km。
运输车两端各有一个驾驶室，在长达5.6公里的慢速道上，负载时速1.6 km/h，空载时速3.2 km/h。从垂直装配件到发射台平均耗时5小时。慢速道有2米深，填满来自阿拉巴马州和田纳西州的河石，这种河石摩擦力低，能降低产生火花可能性。
肯尼迪航天中心从1956年开始使用这两台运输车，目前已行驶超过4000公里。NASA会继续使用直到战神一号和五号替换航天飞机。由于运输车年代久远，为了运输战神五号重型运载火箭及其脐带塔，NASA会更换运输车的发动机。

慢速道交汇在LC-39观测台处，右道走向LC-39A（发射架上是奋进号），左道走向LC-39B